# 1979年の大韓民国
1979年の大韓民国 （1979ねんのだいかんみんこく）では、1979年の大韓民国に関する出来事について記述する。

## 国家元首等
- 大統領

- 国務総理

## できごと

### 8月
- 8月9日 - YH事件

### 10月
- 10月4日 - 金泳三総裁議員職除名波動。
- 10月7日 - 元大韓民国中央情報部（KCIA）部長の金炯旭、フランス・パリで失踪。
- 10月26日
  - 朴正煕大統領暗殺。

### 12月
- 12月12日
  - 粛軍クーデター、全斗煥少将が軍の実権を掌握。

## 死去
- 10月26日 - 朴正煕、第5-9代韓国大統領（* 1917年）